# محمدهادی ایمانیه
محمدهادی ایمانیه (زادهٔ ۱۳۴۱ در شیراز) پزشک و سیاستمدار اصول‌گرای ایرانی است که به‌عنوان استاندار فارس در دولت سیزدهم فعّالیت می‌کرد و تا پایان دولت سیزدهم به عنوان استاندار فارس خدمات ارزنده ای را به همراه الگویی از ارائه خدمت بی منت و بدون چشمداشت به عرازشه ارائه کرد. او نهایتاً در مهرماه 1403 سکان استان فارس را به حسینعلی امیری به عنوان اولین استاندار دولت چهاردهم تحویل داد و با اشتیاق به کرسی استادی و تدریس شتافت. او که پیش از انتصاب به عنوان استاد ممتاز گروه کودکان دانشگاه علوم پزشکی شیراز فعالیت می کرد، بار دیگر به جایگاه تعلیم و تربیت دانشجویان و مداوای دردمندان روی آورد. 
وی دانش‌آموخته فلوشیپ گوارش کودکان از دانشگاه علوم پزشکی تهران و فلوشیپ پیوند کبد از دانشگاه کینگز لندن است.
ایمانیه از سال ۱۳۸۴ تا ۱۳۹۶ به مدت ۱۲ سال سمت رئیس دانشگاه علوم پزشکی شیراز را برعهده داشت. او یکی از گزینه‌ها برای تصدی سمت وزیر بهداشت، درمان و آموزش پزشکی در ابتدای شروع کار دولت سید ابراهیم رئیسی بود.

## استانداری فارس
محمدهادی ایمانیه در روز ۷ مرداد سال ۱۴۰۰ با حضور در جلسه هیئت دولت توانست از هیئت وزیران دولت سیزدهم برای تصدی سمت استاندار فارس رأی اعتماد بگیرد و به این سمت منصوب شد.
ایمانیه حدود ۳ سال (کل دوران فعالیت دولت سیزدهم) در سمت استانداری فارس فعالیت کرد.

## سوابق
- استاندار فارس (1400-1403)
- رئیس دانشگاه علوم پزشکی شیراز (۱۳۹۶–۱۳۸۴)
- معاون پشتیبانی دانشگاه علوم پزشکی شیراز (۱۳۸۴–۱۳۸۱)
- معاون درمان و داروی دانشگاه علوم پزشکی شیراز (۱۳۸۱–۱۳۷۸)
- رئیس بیمارستان نمازی شیراز (۱۳۷۸–۱۳۷۵)
- عضو کمیته آموزش پزشکی جامعه‌نگر در دانشگاه علوم پزشکی شیراز (۱۳۸۰)
- سرپرستی شاخه درمان کمیته امنیت اجتماعی استان فارس (۱۳۷۸–۱۳۷۷)
- رئیس بیمارستان شهید بهشتی (۱۳۷۳)[۱]

## مواضع
ایمانیه که خود یک پزشک است طی سخنانی در دی‌ ۱۴۰۰ در پاسخ به کارگری که از عملکرد یک پزشک متخصص گلایه کرده و مبلغی بیش از تعرفه برای جراحی درخواست کرده بود گفت:
هیج پزشکی حق زیرمیزی گرفتن ندارد و تعرفه جراحی‌ها و درمان کاملاً مشخص است و قرار نیست برای اینکه فلان پزشک یک عمل جراحی قلب را انجام دهد به جای ۱۲ میلیون تومان ۹۰ میلیون تومان پرداخت شود… من را تهدید به مهاجرت نکنید؛ هر که می‌خواهد برود به سلامت! خودم برایش بلیت پرواز هم می‌گیرم، چون دوره منحصر به فرد بودن برخی از پزشکان به پایان رسیده‌است… این فرهنگ غلط که فلان جراح یا فلان پزشک منحصر به فرد بوده و می‌تواند جان بیمار را نجات دهد باید اصلاح شود، زیرا امروز ما پزشکان حاذق و متخصص بسیاری داریم و این منحصر به فرد بودن مربوط به بیست سال پیش بوده و دوران آن گذشته‌است.

وی سپس در توضیحی در این باره گفت:
در سخنان خود گفته بودم برخی از پزشکان که تعداد بسیار اندکی از جامعه بزرگ و شریف پزشکی تشکیل می‌دهند، توقع دستمزد‌های چند ده میلیونی بابت یک عمل جراحی دارند که این امر خلاق قانون و تعرفه‌های مصوب است .وقتی به این افراد تذکر داده می‌شود، بعضاً شنیده یا دیده می‌شود که تهدید به مهاجرت از کشور می‌کنند که باید گفت عدم فعالیت اینگونه افراد معدود، فرصت فعالیت را برای فعالین فهیم و مردم دوست و دانشمند جامعه پزشکی و همکاران جوان بهتر فراهم می‌کند و گلایه‌های موجود به جامعه پزشکی که عمدتاً به دلیل عملکرد آن تعداد محدود است را کاهش جدی خواهد داد.اکثریت جامعه پزشکی به ویژه پزشکان عمومی با مشکلات متعددی مواجه هستند، اما متعهدانه و طبق قانون به وظیفه خود عمل می‌کنند»
ایمانیه، پیش از این در زمان تصدی سمت رییس دانشگاه علوم پزشکی شیراز هم از برخی پزشکان رشوه‌خوار انتقاد کرده بود و خواستار برخورد با آنها بود.